# Tlingit

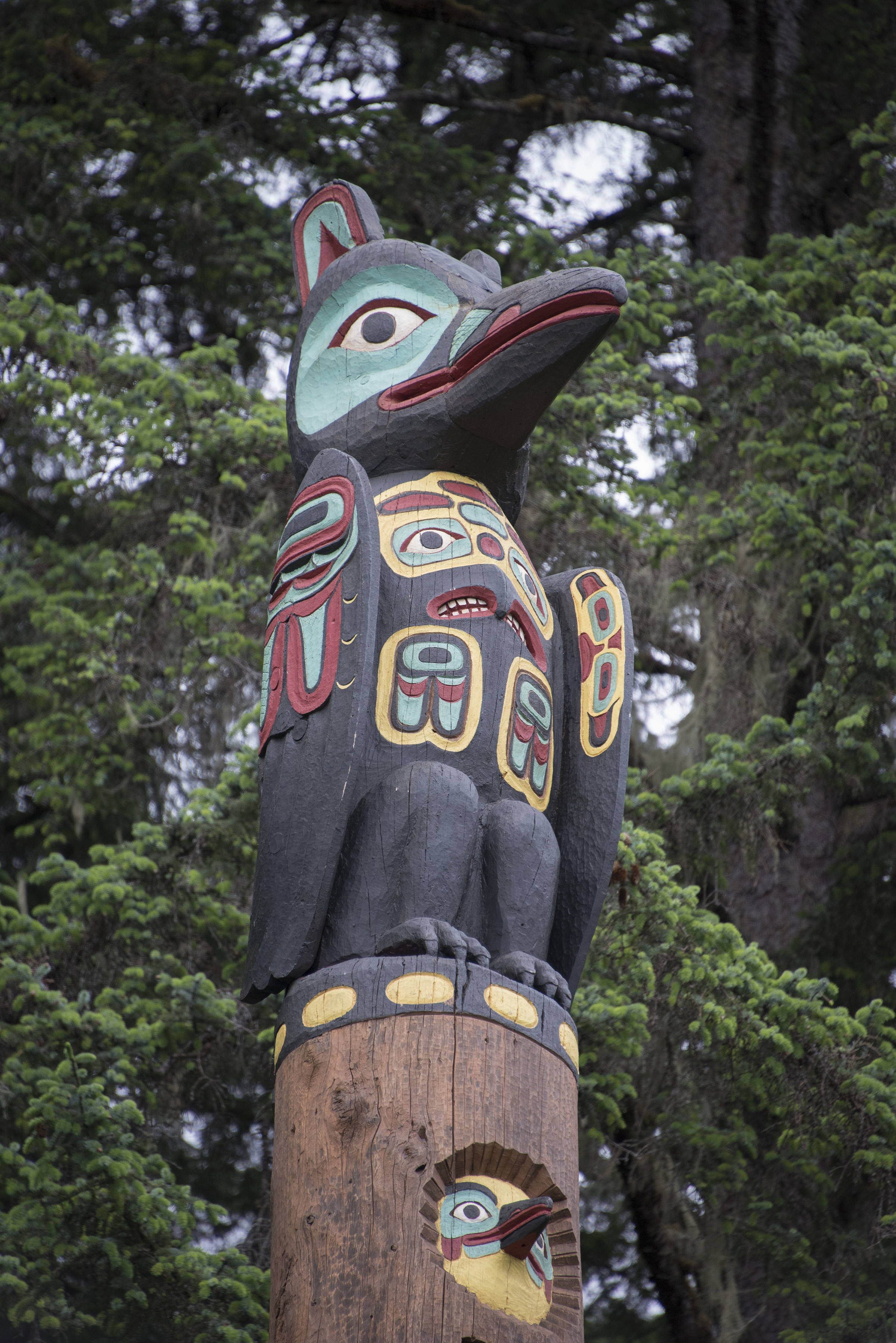
Totem Tlingin em Juneau, Alasca.

Os tlingit constituem um povo cuja língua e cultura podem ser identificadas a partir do século XIII, na fronteira entre o Alasca e o Canadá. Fazem parte de um grupo maior identificado pelos povos falantes das chamadas línguas na-dene, que incluem outros povos como os eyak, ahtna, dena'ina, hupa, apache e os navajo. Os tlingit formaram uma cultura baseada na pesca e caça. Aos poucos, a língua tlingit se expandiu para o litoral do Alasca, substituindo a língua eyak.